# 岡崎満義
岡崎 満義（おかざき みつよし、1936年 - ）は、日本の編集者・スポーツジャーナリスト・ライター。

## 略歴
鳥取県生まれ。1960年京都大学文学部哲学科卒、文藝春秋入社、『文藝春秋』『週刊文春』『オール読物』編集部を経て、1980年創刊の『スポーツ・グラフィック・ナンバー』初代編集長、82-84年『文藝春秋』編集長を経て、99年退職。

## 著書
- 『長島茂雄はユニフォームを着たターザンである』大和書房 1983
- 『人と出会う 1960～80年代、一編集者の印象記』岩波書店 2010
- 『平成の漢詩あそび』西田書店 2017
- 『葉書に書いた人物スケッチ』西田書店 2022

### 共編
- 『スポーツの今日を刻む スポーツジャーナリスト21人からのメッセージ』杉山茂,スポーツデザイン研究所共編、創文企画 2002
- 『アテネ五輪から見えた日本スポーツの未来』 (スポーツアドバンテージ・ブックレット） 杉山茂,上柿和生共編、創文企画 2004
- 『スポーツマネジメントの時代を迎えて』 (スポーツアドバンテージ・ブックレット）杉山茂,上柿和生共編、創文企画 2005
- 『2016東京オリンピック招致失敗で変わる日本のスポーツ』 (スポーツアドバンテージ・ブックレット）杉山茂,上柿和生共編、創文企画 2009
- 『企業スポーツの撤退と混迷する日本のスポーツ』 (スポーツアドバンテージ・ブックレット）杉山茂,上柿和生共編、創文企画 2009
- 『南アフリカW杯から見えた日本サッカーの姿』 (スポーツアドバンテージ・ブックレット）杉山茂,上柿和生共編、創文企画 2010
- 『箱根駅伝の正体を探る』 (スポーツアドバンテージ・ブックレット）杉山茂,上柿和生共編、創文企画 2016